# Erigone strandi
Erigone strandi Kolosváry, 1934 è un ragno appartenente alla famiglia Linyphiidae.

## Distribuzione
La specie è endemica dell'Ungheria.

## Tassonomia
È stato osservato solamente l'olotipo della specie nel 1934 e ad oggi, 2014, non sono note sottospecie.